# Колетаверна (Фрозиноне)
Колетаверна је насеље у Италији у округу Фрозиноне, региону Лацио.
Према процени из 2011. у насељу је живело 70 становника. Насеље се налази на надморској висини од 86 м.